# Ghilarovus stipatus
Ghilarovus stipatus är en kvalsterart som beskrevs av Krivolutsky och Smelyanski 1997. Ghilarovus stipatus ingår i släktet Ghilarovus och familjen Zetomotrichidae. Inga underarter finns listade i Catalogue of Life.